# Nishina-Preis
Der Nishina-Preis (japanisch 仁科記念賞, Nishina Kinenshō, englisch Nishina Memorial Prize) ist ein alljährlich von der Nishina Foundation vergebener Preis für Physik. Der Preis wird für außerordentliche Leistungen in der Atomphysik und deren Anwendung an Einzelpersonen oder Forschergruppen vergeben. Dabei ist unter Atomphysik das gesamte Spektrum der modernen Physik zu verstehen. Er erinnert zudem an den Vater der modernen japanischen Physik, Yoshio Nishina. Die Laureaten erhalten eine Medaille, eine Urkunde und ein Preisgeld in Höhe von 500.000 Yen.

## Preisträger
- 1955 Ogata Koreichi – Nishijima Kazuhiko
- 1956 Kei Yoshida – Mitsui Shingo, Nishigaki Susumu, Egawa Tomoji, Ushioda Tsunezo
- 1957 Kubo Ryōgo
- 1958 Sugimoto Kenzō – Sawada Katuro
- 1959 Leo Esaki – Nakane Ryōhei
- 1960 Yoshimori Akio
- 1961 Niu Kiyoshi – Fukui Shūji, Miyamoto Shigenori – Matsubara Takeo
- 1962 Takayama Kazuo – Sasaki Wataru
- 1963 Hayashi Chūshirō
- 1964 Iwata Giichi – Seya Masao
- 1965 Mitani Kenji, Tanaka Shigetoshi – Miyake Saburō
- 1966 Oda Minoru – Toyozawa Yutaka
- 1967 Ogawa Shūzō, Yamaguchi Yoshio – Nishimura Jun
- 1968 Mori Hajime – Kondō Jun
- 1969 Matsuda Hisashi – Ikeji Hiroyuki, Nishikawa Kyōji
- 1970 Kigoshi Kunihiko – Nishikawa Tetsuji
- 1971 Sugawara Hirotaka – Morinaga Haruhiko
- 1972 Kawasaki Kyōji – Maki Kasumi
- 1973 Nakanishi Noboru – Satō Fumitaka, Tomimatsu Akira
- 1974 Ōtsuka Eizo – Sakita Bunji
- 1975 Yamazaki Toshimitsu – Hanamura Eiichi
- 1976 Isoya Akira – Ōkubo Susumu, Iizuka Jugoro
- 1977 Shionoya Shigeo – Maki Jirō, Hara Yasuo
- 1978 Hirota Eiji – Arima Akito, Marumori Toshio
- 1979 Moriya Toru – Makoto Kobayashi, Masukawa Toshihide
- 1980 Date Muneyuki – Torizuka Yoshiharu – Kugo Taichirō, Ojima Izumi
- 1981 Sugimoto Daiichirō – Yoshimura Motohiko
- 1982 Ando Tsuneya – Tonomura Akira
- 1983 Yamanouchi Taiji – Masuda Akimasa
- 1984 Eguchi Tōru, Kawai Hikaru – Ishikawa Yoshikazu – Kawaji Shinji
- 1985 Tanaka Toyoichi – Iijima Sumio – Tanaka Yasuo
- 1986 Suzuki Masuo – Fujikawa Kazuo – Satō Testuya
- 1987 Takayanagi Kunio – Morimoto Masaki, Kaifu Norio – Koshiba Masatoshi, Totsuka Yōji, Suda Hidehiro
- 1988 Matsumoto Toshio – Kikkawa Keiji – Saitō Gunji
- 1989 Tanihata Isao – Nomoto Ken'ichi
- 1990 Satō Katsuhiko – Tokura Yoshinori – Yokoya Kaoru
- 1991 Kitamura Hideo – Saitō Shūji – Wadachi Miki
- 1992 Yamamoto Yoshihisa – Ōnuki Yoshichika, Hasegawa Akira – Yanagida Tsutomu
- 1993 Itō Kimitaka, Itō Sanae – Katsumata Kōichi
- 1994 Kawabata Arisato – Tanabe Tetsumi – Iwasaki Yōichi, Ukawa Akira, Ōkawa Masanori, Fukugita Masataka
- 1995 Satō Takeo – Kawakami Norio, Yan Sonkiru
- 1996 Nakamura Shūji – Itaya Kinko – Nakai Naomasa, Inoue Makoto, Miyoshi Makoto
- 1997 Kifune Tadashi, Tanimori Toru – Anthony Ichirō Sanda – Yasuoka Hiroshi
- 1998 Akimitsu Jun – Shimizu Fujio – Kondō Kunitaka
- 1999 Inoue Kenzo, Kakuto Akira – Kajita Takaaki – Nakamura Yasunobu
- 2000 Orito Shūji, Yamamoto Akihiro – Konishi Ken'ichi – Horiuchi Hisashi
- 2001 Suzuki Yōichirō, Nakahata Masayuki – Takasaki Fumihiko, Oide Katsunobu – Amaya Kiichi, Shimizu Katsuya
- 2002 Koyama Katsuji – Tarucha Seigo – Nagai Yasuki, Igashira Masayuki
- 2003 Kitaoka Yoshio – Suzuki Atsuto – Nakano Takashi
- 2004 Tsai Jaw-Shen – Niwa Kimio
- 2005 Nagaosa Naoto – Nishikawa Kōichirō – Morita Kosuke
- 2006 Tajima Toshiki – Nishimori Hidetoshi – Mishima Osamu
- 2007 Hosotani Yutaka
- 2008 Ie Masanori – Ueda Masahito – Hayano Ryūko
- 2009 Ōguri Hiroshi – Tamura Hirokazu
- 2010 Kaneko Kunihiko – Maeno Yoshiteru
- 2011 Akiba Yasuyuki – Fujisawa Akihide, Ida Katsumi
- 2012 Inoue Kunio – Hosono Hideo – Hatsuda Tetsuo, Aoki Shin’ya, Ishii Noriyoshi
- 2013 Hidetoshi Katori – Yoshiro Takahashi – Takahiko Kondo, Tomio Kobayashi, Shoji Asai
- 2014 Matsuda Yūji – Kobayashi Takashi, Nakaya Tsuyoshi
- 2015 Shinsei Ryū, Akira Furusaki – Tohru Motobayashi, Hiroyoshi Sakurai
- 2016 Tadashi Takayanagi
- 2017 Hiroki Takesue – Chihaya Adachi – Mahito Kohmoto
- 2018 Masaru Shibata – Koichiro Tanaka
- 2019 Yoshihiro Iwasa – Shigeru Yoshida, Aya Ishihara
- 2020 Kazushi Kanoda – Kazuma Nakazawa
- 2021 Takanao Arima, Tsuyoshi Kimura – Masato Takida – Satoshi Miyazaki
- 2022 Eiji Saitoh – Eiichiro Komatsu
- 2023 Atsuko Ichikawa
- 2024 Susumu Shimoura – Dai Aoki – Shuichi Murakami